# Perfil (álbum de Lulu Santos)
Perfil é uma compilação do cantor e compositor brasileiro Lulu Santos, lançado pela Som Livre em 16 de novembro de 2004. A coletânea compila canções de diversos álbuns do cantor, desde "Tempos Modernos" (1982) até "Bugalu" (2003). As dezesseis faixas foram escolhidas pelo próprio cantor e ainda traz a canção "Auto-Estima", de 1992, que nunca tinha sido lançada pelo cantor.
Dentre os sucessos do álbum estão as canções "Assim Caminha a Humanidade", "Apenas Mais Uma de Amor", "Como uma Onda (Zen-Surfismo)", "Um Certo Alguém", "O Último Romântico", "A Cura", "Certas Coisas", entre outras. O álbum vendeu mais de 50 mil cópias em 2004, ganhando um certificado de ouro pela Associação Brasileira dos Produtores de Discos.

## Descrição e faixas
Em 2004, foi anunciado que Lulu Santos lançaria pela Som Livre a coletânea "Perfil". Mas diferente de outras coletâneas lançadas pelo cantor, a seleção do repertório de "Perfil" foi feita pelo próprio artista, que disse que o trabalho é do tipo "gostou, fui eu que fiz". O cantor também seguiu a linha da série 'Perfil', evitando seu lado menos conhecido e também seu lado eletrônico.
A coletânea traz dezesseis músicas do cantor, e treze das dezesseis saíram de oito discos, quatro delas de "Tudo Azul" (1984), um dos trabalhos mais marcantes da carreira dele. As canções foram: "Tudo Azul", "Certas Coisas", "Tão Bem" e ""O Último Romântico". De seu primeiro álbum, "Tempos Modernos" (1982), apenas a canção "De Repente Califórnia" foi extraída, com a faixa título ficando de fora, já do álbum subsequente "O Ritmo do Momento" (1983), foram retirados os singles "Um Certo Alguém" e "Como uma Onda (Zen-Surfismo)". Do álbum "Toda Forma de Amor" (1986), "A Cura" foi incluída, mas um de seus grandes sucessos, a faixa-título "Toda Forma de Amor", não apareceu na coletânea, já de "Mondo Cane" (1992), foi retirada a canção de grande sucesso "Apenas Mais Uma de Amor".
Do álbum "Assim Caminha a Humanidade" (1994), a canção de mesmo título abre a coletânea, já do disco posterior "Eu E Meme, Meme E Eu", a canção "Sereia" foi incluída. Dos mais recentes "Programa" (2001) e "Bugalu" (2003) foram extraídas as canções "Figurativa" e "Todo Universo", ambas de "Programa", e "Melô do Amor", de "Bugalu". O álbum ainda conta com a canção "Auto-Estima", de 1992, que até o momento nunca tinha sido incluída em nenhum álbum do cantor.

## Faixas
| N.º | Título                         | Compositor(es)          | Álbum                                        | Duração |  |
| 1.  | "Assim Caminha a Humanidade"   | Lulu Santos             | do álbum "Assim Caminha a Humanidade" (1994) | 3:30    |  |
| 2.  | "Apenas Mais Uma de Amor"      | Santos                  | do álbum "Mondo Cane" (1992)                 | 3:58    |  |
| 3.  | "Sereia"                       | Nelson Motta / Santos   | do álbum "Eu e Memê, Memê e Eu" (1995)       | 4:37    |  |
| 4.  | "Como Uma Onda (Zen Surfismo)" | Motta / Santos          | do álbum "O Ritmo do Momento" (1983)         | 3:25    |  |
| 5.  | "De Repente Califórnia"        | Motta / Santos          | do álbum "Tempos Modernos" (1982)            | 2:33    |  |
| 6.  | "Certas Coisas"                | Motta / Santos          | do álbum "Tudo Azul" (1984)                  | 4:12    |  |
| 7.  | "Tudo Bem"                     | Santos                  | do single “Tudo Bem” (1986)                  | 3:15    |  |
| 8.  | "Um Certo Alguém"              | Ronaldo Bastos / Santos | do álbum "O Ritmo do Momento" (1983)         | 3:32    |  |
| 9.  | "O Último Romântico"           | Antônio Cícero / Santos | do álbum "Tudo Azul" (1984)                  | 4:12    |  |
| 10. | "Melô de Amor"                 | Santos                  | do álbum "Bugalu" (2003)                     | 4:15    |  |
| 11. | "A Cura"                       | Santos                  | do álbum "Toda Forma de Amor" (1988)         | 4:40    |  |
| 12. | "Tão Bem"                      | Santos                  | do álbum "Tudo Azul" (1984)                  | 4:03    |  |
| 13. | "Tudo Azul"                    | Motta / Santos          | do álbum "Tudo Azul" (1984)                  | 3:37    |  |
| 14. | "Auto-Estima"                  | Santos                  | inédita (1992)                               | 5:05    |  |
| 15. | "Todo Universo"                | Santos                  | do álbum "Programa" (2001)                   | 3:17    |  |
| 16. | "Figurativa"                   | Santos                  | do álbum "Programa" (2001)                   | 2:52    |  |

## Certificados e desempenho nas paradas
Em 2004, a coletânea recebeu um certificado de ouro pela Associação Brasileira dos Produtores de Discos por venda superior a 50 mil cópias.
| País          | Certificação | Vendas  |
| ------------- | ------------ | ------- |
| Brasil - ABPD | Ouro         | 50.000+ |